# گربه نه‌دم
گربهٔ نُه‌دم (ایتالیایی: Il gatto a nove code) یک فیلم جالو به کارگردانی داریو آرجنتو محصول سال ۱۹۷۱ است.
این فیلم دومین اثر از «سه‌گانهٔ جانوران» به‌شمار می‌رود؛ دو فیلم دیگر پرنده‌ای با بال‌های بلورین و چهار مگس روی مخمل خاکستری نام دارند.

## بازیگران
- جیمز فرنسیسکس
- کارل مالدن
- کاترین اسپاک
- پیر پائولو کاپونی
- رادا راسیمف
- هورست فرانک
- کورادو اولمی
- اوگو فانگارجی
- چینتسیا د کارولیس
- آدا پومتی
- ویتوریو کونجا
- تینو کارارو
- توم فلگی
- آلدو رجیانی
- امیلیو مارکزینی
- کارلو آلیگیرو
- مارگریتا هوروویتس
- فولویو مینگوتسی